# Samo Kreft
Samo Kreft, slovenski farmacevt, farmakognost, * 5. marec 1972, Ljubljana.

## Življenje in šolanje
Po osnovni šoli in zaključeni Gimnaziji Bežigrad (takrat Srednji naravoslovni šoli, Bežigrad) v Ljubljani se je 1990 vpisal na študij farmacije na Fakulteti za farmacijo, kjer je leta 1994 diplomiral in 1999 doktoriral.
Samo Kreft je oče treh otrok. Njegov oče je agronom akademik Ivan Kreft, brat pa fiziolog Marko.

## Delo
Od leta 2010 je redni profesor na Fakulteti za farmacijo, kjer raziskuje zdravilne rastline in druga zdravila naravnega izvora ter o tem predava študentom farmacije (predmeti Farmacevtska biologija z genetiko, Prehranska dopolnila, Zdravila v alternativni medicini) in biokemije (predmet Rastlinska biokemija).
Strokovne funkcije opravlja tudi na Evropski agenciji za zdravila (od leta 2005 do 2019 je bil član Odbora za zdravila rastlinskega izvora) ter pri slovenski Agenciji za zdravila (podpredsednik Komisije za zdravila II). Poleg znanstvenih je napisal tudi preko 60 poljudnih in strokovnih člankov v revijah Proteus, Farmacevtski vestnik, Herbika, Delo & Dom, Zdravje, Kvarkadabra in Lačna Bučka, v Enciklopedijo Slovenije ter na spletno stran www.fitoterapija.si. Samo Kreft je reden gost v televizijskih ter radijskih oddajah. Bil je urednik pri več knjigah, npr. Sodobna fitoterapija, ki je bila prodana že v več kot 2500 izvodih, ter Dietary Supplements (ISBN 978-1-78242-076-7), ki je leta 2014 izšla pri založbi Elsevier.

## Društva
Od leta 1987 je član Prirodoslovnega društva Slovenije, v letih 1999 do 2005 je bil član izvršnega odbora in tajnik tega društva. Član Slovenskega farmacevtskega društva je od leta 1991, član Botaničnega društva Slovenije pa od ustanovnega občnega zbora leta 1998 naprej.

## V medijih
- Moj pogled na znanost (sobota 3.3.2018): http://4d.rtvslo.si/arhiv/moj-pogled-na-znanost/174523708